# Chino XL
Derek Keith Barbosa beter bekend als Chino XL (The Bronx (New York), 8 april 1974 – 28 juli 2024) was een Amerikaans rapper en acteur.
Chino XL speelde mee in verscheidene televisieseries, waaronder Reno 911! en CSI:Miami.
Chino XL overleed op 28 juli 2024 op 50-jarige leeftijd.

## Discografie

### Albums
| Albumgegevens |
| --- |
| Here to Save You All - Verschenen: 9 april 1996 - Billboard 200-positie: - - R&B/Hip-Hop-positie: nr. 56 - Singles: "No Complex"/"Waiting to Exhale", "Thousands"/"Freestyle Rhymes", "Kreep", "Rise", "Deliver" |
| I Told You So - Verschenen: 13 november 2001 - Billboard 200-positie: - - R&B/Hip-Hop-positie: nr. 98 - Singles: "Last Laugh", "Let 'Em Live", "What You Got"                                                    |
| Poison Pen - Verschenen: 21 maart 2006 - Billboard 200-positie: - - R&B/Hip-Hop-positie: - - Singles: "Messiah"                                                                                                  |
| Something Sacred - Verschenen: 15 januari 2008 - Billboard 200-positie: - - R&B/Hip-Hop-positie: - Singles: "Chow Down feat Playalitical"                                                                        |
| The RICANstruction: The Black Rosary - Verschenen: maart 2012 - Single: "N.I.C.E." |

- Gemeinsame Normdatei: 135007275
- International Standard Name Identifier: 0000 0000 5552 4726
- Library of Congress Control Number: no96048355
- MusicBrainz: 247b7af7-e63e-49f1-bfab-206cd4314768
- Virtual International Authority File: 46357926
- WorldCat: E39PBJyRC6Yw6W9v69Tg3GVV4q